# یووه باورسدورف
یووه باورسدورف (انگلیسی: Uwe Bewersdorf؛ زادهٔ ۴ نوامبر ۱۹۵۸) اسکیت‌باز نمایشی اهل آلمان است.